# Emil von Rintelen
Emil Otto Paul von Rintelen (* 10. Januar 1897 in Stettin; † 24. Juni 1981 in Düsseldorf) war ein deutscher Diplomat und Botschafter.

## Leben
Er entstammte einem alten Herforder Ratsgeschlecht und war der Sohn des königlich preußischen Generalleutnants Wilhelm Rintelen (1855–1938), der im Jahr 1913 mit allen Nachkommen in den preußischen erblichen Adelsstand erhoben wurde, und der Hedwig Russell (1865–1953).
Rintelen trat 1921 in den diplomatischen Dienst ein. 1923 wurde er Legationssekretär an der deutschen Botschaft in Paris, 1929 Gesandtschaftsrat in Warschau und 1936 Vortragender Legationsrat im Auswärtigen Amt. Am 11. Januar 1940 beantragte er die Aufnahme in die NSDAP und wurde zum 1. Februar desselben Jahres aufgenommen (Mitgliedsnummer 7.467.464), ebenfalls 1940 wurde er Gesandter und Ministerialdirigent in der Politischen Abteilung. Von 1941 bis März 1943 gehörte er dem persönlichen Stab des Reichsaußenministers Joachim von Ribbentrop an. Am 19. August 1942 leitete er ein Telegramm im reisenden Stab von Ribbentrop nach Berlin weiter, das auf die geplante Deportation und Ermordung der rumänischen Juden einging: „Es ist vorgesehen, die Juden aus Rumänien, beginnend etwa mit dem 10. September 1942, in laufenden Transporten nach dem Distrikt Lublin zu verbringen, wo der arbeitsfähige Teil arbeitseinsatzmäßig angesetzt [sic!] wird, der Rest der Sonderbehandlung unterzogen werden soll.“ In der schriftlichen Urteilsbegründung im Wilhelmstraßenprozess vom April 1949 wurde fälschlicherweise er als Verfasser genannt, obwohl die Akte selber klar den Tatbestand der bloßen Weiterleitung aufzeigt, die zudem einer Behinderung dieses Vorganges der SS dienen sollte.
1943 wurde er zum „Botschafter zur besonderen Verwendung“ (z. b. V.) ernannt.
Paul Seabury, der Unterlagen des Wilhelmstraßen-Prozesses auswertet, nennt Rintelen schon 1954 Ribbentrops „Sonderberater“, der parallel zu Fritz Berber und Paul Karl Schmidt in drei getrennten Teams „Material für die Planung der zukünftigen neuen Ordnung Europas sammeln und bearbeiten“ sollte. Hans Heinrich Lammers vom Auswärtigen Amt durfte manchmal auch dabei sein.
Rintelen trat 1940 aus Karrieregründen in die NSDAP ein. Ende 1944 fertigte er ein Gutachten zu den Arbeitsbereichen des Auswärtigen Amtes an.
Das AA ist mit seiner Organisation und Struktur so aufgebaut, daß es dem Außenminister als kompaktes, einheitliches Instrument zur Verfügung steht und ihm die Ausübung der ... Pflichten ermöglicht: 1. ihn selbst über alle politischen Entwicklungen im Auslande auf dem laufenden zu halten ..., damit er zu jeder Zeit dem Führer ein verläßliches Bild der diplomatischen Lage übermitteln kann; 2. die Verwaltung eines Apparates, der die schnelle Verwirklichung aller politischen Pläne und Absichten des Führers garantiert.
Hintergrund war ein möglicher Personalabbau zugunsten von Kriegseinsätzen. Rintelen betonte ausführlich den Wert der Aufgabenerfüllung der traditionellen Bereiche, während er den von den Nationalsozialisten besetzten Bereichen „Inland I“ und „Inland II“, die unter anderem bei der Judenverfolgung mitarbeiteten, marginal nur eine Art Verbindungsdienstcharakter unterstellte.
Er bekam deswegen den Ärger des führenden NS-Vertreters Eberhard von Thadden im Auswärtigen Amt zu spüren.
Rintelen wurde nach Kriegsende von den USA interniert, die ihn aber nur als Zeugen nutzten, nachdem er selbst nicht belastet war. Er arbeitete dann als Berater des Industriellen Günther Henle.
Rintelen heiratete am 26. Juni 1926 in Königswinter Margarete Schulte Moenting (* 23. Dezember 1898 in Köln; † 3. Mai 1969 in Düsseldorf), die Tochter des Industriellen Ernst Schulte Moenting und der Maria Pickhardt. Das Ehepaar hatte vier Söhne.